# Psicopedagogía clínica
La Psicopedagogía Clínica es la disciplina que se dedica al diagnóstico y tratamiento de niños, adolescentes y adultos con dificultades en el aprendizaje.
La Psicopedagogía en el área Clínica trata de manera profunda, problemas importantes en los individuos. Por eso esta disciplina recibe aportes relevantes de diversas ciencias:
- De la Psicología en sus diversas ramas: Evolutiva, Social, Clínica.
- Del Psicoanálisis en sus diferentes interpretaciones subjetivas
- Sociología, Neurología, Antropología, Lingüística, entre otros.
- De la Pedagogía.